# Steinfurth (Prenzlau)
Steinfurth ist ein kleines Dorf im Nordosten Brandenburgs (Deutschland) im Landkreis Uckermark. Mit nur ca. 40 Einwohnern ist der Ort einer der kleinsten Ortsteile der Stadt Prenzlau. Das Dorf ist ein Gemeindeteil vom Ortsteil Dedelow.

## Geographie
Das Dorf liegt ca. 112 km nördlich von Berlin und 62 km westlich von Stettin (Polen). Nördlich vom Ort fließt der Steinfurther Bach, der in der Nähe des Dorfes seinen Quellort hat und in der Ucker westlich von Schönwerder mündet.

## Geschichte
Steinfurth wurde erstmals 1861 erwähnt und gehörte zum Gut der Familie Klützow in Dedelow. Der Familie gehörte der gesamte Acker, den die Menschen bestellten. Diese wohnten in kleinen strohgedeckten Häusern und waren Tagelöhner des Gutsherrn. Der Verdienst reichte trotz Sparmaßnahmen nur für die lebensnotwendigen Ausgaben. Das Gut drohte unter der Leitung der Erben des Gutsherrn zu verkommen und wurde deshalb verpachtet. Die Situation wurde jedoch nicht besser, denn es gab nun zwei Herren, die von der Arbeit der Bewohner leben wollten. Die Pächter des Gutes waren nur daran interessiert, hohe Gewinne zu erzielen, daher gab es auch keine Reparaturen und Renovierungen. Im Jahr 1945 brannte das Gut durch Kriegseinwirkungen ab, dabei kam auch das Vieh um und der überwiegende Teil der Maschinen wurde zerstört. Durch die Bodenreform bekamen nun diejenigen das Land, die es auch bestellten. Die Tagelöhner wurden jetzt zu Bauern. Durch den Befehl 209 der sowjetischen Administration über Bodenreformbauten wurden neue Wohnhäuser geschaffen. Im Jahr 1985 wurde die Straße nach Dedelow fertiggestellt.

## Wirtschaft und Infrastruktur
Ansässige Branchen
- Tierarztpraxis
- IBS Ingenieurbüro Schulz

Verkehrsanbindung
Durch Steinfurth verlaufen nur zwei kleine Landstraßen in Richtung Dedelow (Süd), Holzendorf (West) und in Richtung Schönwerder über Lindenhof (Nord). Die Bundesautobahnen 11 und 20 verlaufen in der Nähe des Dorfes bei Prenzlau. Im 2 km südlich gelegenen Dedelow gab es noch bis zum 27. Mai 1995 einen Bahnhof mit Zügen in Richtung Strasburg (Uckermark), Fürstenwerder (nur bis zum 30. September 1978) und Prenzlau, der durch die Prenzlauer Kreisbahnen bedient wurde. Heute besitzt Steinfurth eine Bushaltestelle. Dort fahren Montag bis Freitag drei Busse der Linie 411 (Prenzlau-Dedelow). Der nächste internationale Flughafen Stettin-Goleniów liegt ca. 92 km nordöstlich von Steinfurth.